# 12-XX
Classificazione delle ricerche matematiche: sezioni di livello 1

00-XX 01 03 05 06 08 | 11 12 13 14 15 16 17 18 19 20 22 | 26 28 30 31 32 33 34 35 37 39 40 41 42 43 44 45 46 47 49 | 
 51 52 53 54 55 57 58 | 60 62 65 68 | 70 74 76 78 | 80 81 82 83 85 86 | 90 91 92 93 94 97-XX
12-XX è la sigla della sezione di livello 1 dello schema di classificazione
MSC dedicata a teoria dei campi e polinomi.
Questa pagina presenta la struttura ad albero delle sue sottocategorie dei livelli intermedio e dettagliato.

## 12-XX
teoria dei campi e polinomi
- 12-00 opere di riferimento generale (manuali, dizionari, bibliografie ecc.)
- 12-01 esposizione didattica (libri di testo, articoli tutoriali ecc.)
- 12-02 presentazione di ricerche (monografie, articoli di rassegna)
- 12-03 opere storiche {!va assegnato almeno un altro numero di classificazione della sezione 01-XX}
- 12-04 calcolo automatico esplicito e programmi (non teoria della computazione o della programmazione)
- 12-06 atti, conferenze, collezioni ecc.

## 12Dxx
campi reali e campi complessi
- 12D05 polinomi: fattorizzazione
- 12D10 polinomi: collocazione degli zeri (teoremi algebrici) {per la teoria analitica, vedi 26C10, 30C15}
- 12D15 campi collegati a somme di quadrati (campi formalmente reali, campi pitagorici ecc.) [vedi anche 11Exx]
- 12D99 argomenti diversi dai precedenti, ma in questa sezione

## 12Exx
teoria generale dei campi
- 12E05 polinomi (irriducibilità ecc.)
- 12E10 polinomi speciali
- 12E12 equazioni
- 12E15 campi non commutativi?, anelli con divisione [vedi anche 11R52, 11R54, 11S45, 16Kxx]
- 12E20 campi finiti (aspetti di teoria dei campi)
- 12E25 campi hilbertiani; teorema di irriducibilità di Hilbert
- 12E30 aritmetica dei campi
- 12E99 argomenti diversi dai precedenti, ma in questa sezione

## 12Fxx
estensioni dei campi
- 12F05 estensioni algebriche
- 12F10 estensioni separabili, teoria di Galois
- 12F12 teoria di Galois inversa
- 12F15 estensioni inseparabili
- 12F20 estensioni trascendenti
- 12F99 argomenti diversi dai precedenti, ma in questa sezione

## 12Gxx
metodi omologici in teoria dei campi
- 12G05 coomologia di Galois [vedi anche 14F22, 16H05, 16K50]
- 12G10 dimensione coomologica
- 12G99 argomenti diversi dai precedenti, ma in questa sezione

## 12Hxx
algebra differenziale ed algebra delle differenze
- 12H05 algebra differenziale [vedi anche 13Nxx]
- 12H10 algebra delle differenze [vedi anche 39Axx]
- 12H20 equazioni differenziali astratte [vedi anche 34Mxx]
- 12H25 equazioni differenziali p-adiche [vedi anche 11S80, 14G20, 34Gxx]
- 12H99 argomenti diversi dai precedenti, ma in questa sezione

## 12Jxx
campi topologici
- 12J05 campi normati
- 12J10 campi con valutazione
- 12J12 campi formalmente p-adici
- 12J15 campi ordinati
- 12J17 semicampi topologici
- 12J20 teoria generale della valutazione [vedi anche 13A18]
- 12J25 campi valutati non-archimedei [vedi anche 30G06, 32P05, 46S10, 47S10]
- 12J27 algebre di Krasner-Tate [vedi principalmente 32P05; vedi anche 46S10, 47S10]
- 12J99 argomenti diversi dai precedenti, ma in questa sezione

## 12Kxx
generalizzazioni dei campi
- 12K05 quasi-corpi [vedi anche 16Y30]
- 12K10 semicampi [vedi anche 16Y60]
- 12K99 argomenti diversi dai precedenti, ma in questa sezione

## 12Lxx
connessioni con la logica
- 12L05 decidibilità [vedi anche 03B25]
- 12L10 ultraprodotti [vedi anche 03C20]
- 12L12 teoria dei modelli [vedi anche 03C60]
- 12L15 aritmetica non standard [vedi anche 03H15]
- 12L99 argomenti diversi dai precedenti, ma in questa sezione

## 12Yxx
aspetti computazionali della teoria dei campi e dei polinomi
- 12Y05 aspetti computazionali della teoria dei campi e dei polinomi
- 12Y99 argomenti diversi dai precedenti, ma in questa sezione